# 霍蘭山脈
83°10′S 166°0′E / 83.167°S 166.000°E
霍蘭山脈（英語：Holland Range）是南極洲的山脈，位於羅斯屬地，全長110公里，處於羅斯冰架以西，從羅布冰川延伸至倫諾克斯金冰川，現時由南極條約體系管理。